# 장바티스트 모니에
장바티스트 모니에(프랑스어: Jean-Baptiste Maunier, 1990년 12월 22일 ~ )는 프랑스의 배우, 가수이다. 성악을 하던 도중에 크리스토퍼 바라티에 감독에 눈에 띠어 2004년 영화 코러스의 주인공인 피에르 모랑주(Pierre Morhange)로 출연해 데뷔했다. 이 영화를 계기로 2005년에는 작곡가 상프루의 딸인 클레망스 상프루와 함께 콘세르토 푸르 우네 부아스라는 음반을 냈다.

## 출연 작품
- 2004년 영화 코러스: 피에르 모랑주
- 2005년 코러스 엔 콘서트
- 2006년 르 크리
- 2006년 르 그랑 믈네: 프랑수아 쇠렐
- 2006년 피콜로 삭소 엑 치에: 삭소
- 2007년 헬폰: 시드
- 2007년 붉은 여관: 옥타브
- 2010년 루이 라 찬스: 루이
- 2011년 퍼펙트 베이비(프랑스 - 중국 합작): 알렉스
- 2013년 나는 샤퍼러이다: 해리스 틴달